# Cristian Brocchi
Cristian Brocchi (født 30. januar 1976 i Milano) er en italiensk tidligere fodboldspiller, som spillede på midtbanen, blandt andet for den italienske storklub AC Milan. Brocchi nåede desuden én landskamp for Italien. Den kom mod Tyrkiet i en træningskamp, 15. november 2006.